# Neoechinorhynchus venustus
Neoechinorhynchus venustus är en hakmaskart som beskrevs av Lynch 1936. Neoechinorhynchus venustus ingår i släktet Neoechinorhynchus och familjen Neoechinorhynchidae. Inga underarter finns listade i Catalogue of Life.